# کارلوس پطروسیان
کارلوس خاچیکی پطروسیان (Կառլոս Խաչիկի Պետրոսյան؛ زادهٔ ۳ فوریهٔ ۱۹۵۱) یک سیاستمدار، و فرد نظامی اهل ارمنستان است که از تاریخ ۱۹۹۹ تا تاریخ ۲۰۰۲ در دولت سمت وزیر امنیت ملی ارمنستان را برعهده داشت.

## زندگی‌نامه
در ۳ فوریهٔ ۱۹۵۱ در شهرستان سوان به دنیا آمد و از دانشکده حقوق دانشگاه دولتی ایروان فارغ‌التحصیل شد. 